# Corbières-en-Provence
Corbières-en-Provence ist eine französische Gemeinde mit 1.285 Einwohnern (Stand 1. Januar 2022) im Département Alpes-de-Haute-Provence in der Region Provence-Alpes-Côte d’Azur. Sie gehört zum Arrondissement Forcalquier und zum Kanton Manosque-3.
Die ursprünglich mit dem Namen Corbières bezeichnete Gemeinde änderte ihre Bezeichnung mit Erlass N° 2018-956 vom 5. November 2018 auf den aktuellen Namen Corbières-en-Provence.

## Geografie
Im Südwesten grenzt die Gemeinde an das Département Vaucluse, im Südosten an das Département Var. Dort verlaufen der Fluss Durance und die Autoroute A51, genannt AutoRoute du Val de Durance, identisch mit der Europastraße 712. Die Nachbargemeinden sind Sainte-Tulle im Norden, Gréoux-les-Bains im Nordosten, Vinon-sur-Verdon im Osten, Beaumont-de-Pertuis im Süden und Westen sowie Pierrevert im Nordwesten. Das Gemeindegebiet wird auch vom Torrent de Corbières durchquert, der in Beaumont-de-Pertuis in die Durance einmündet.

## Bevölkerungsentwicklung
| Jahr      | 1962 | 1968 | 1975 | 1982 | 1990 | 1999 | 2008 | 2018 |
| --------- | ---- | ---- | ---- | ---- | ---- | ---- | ---- | ---- |
| Einwohner | 441  | 633  | 483  | 660  | 786  | 791  | 957  | 1196 |

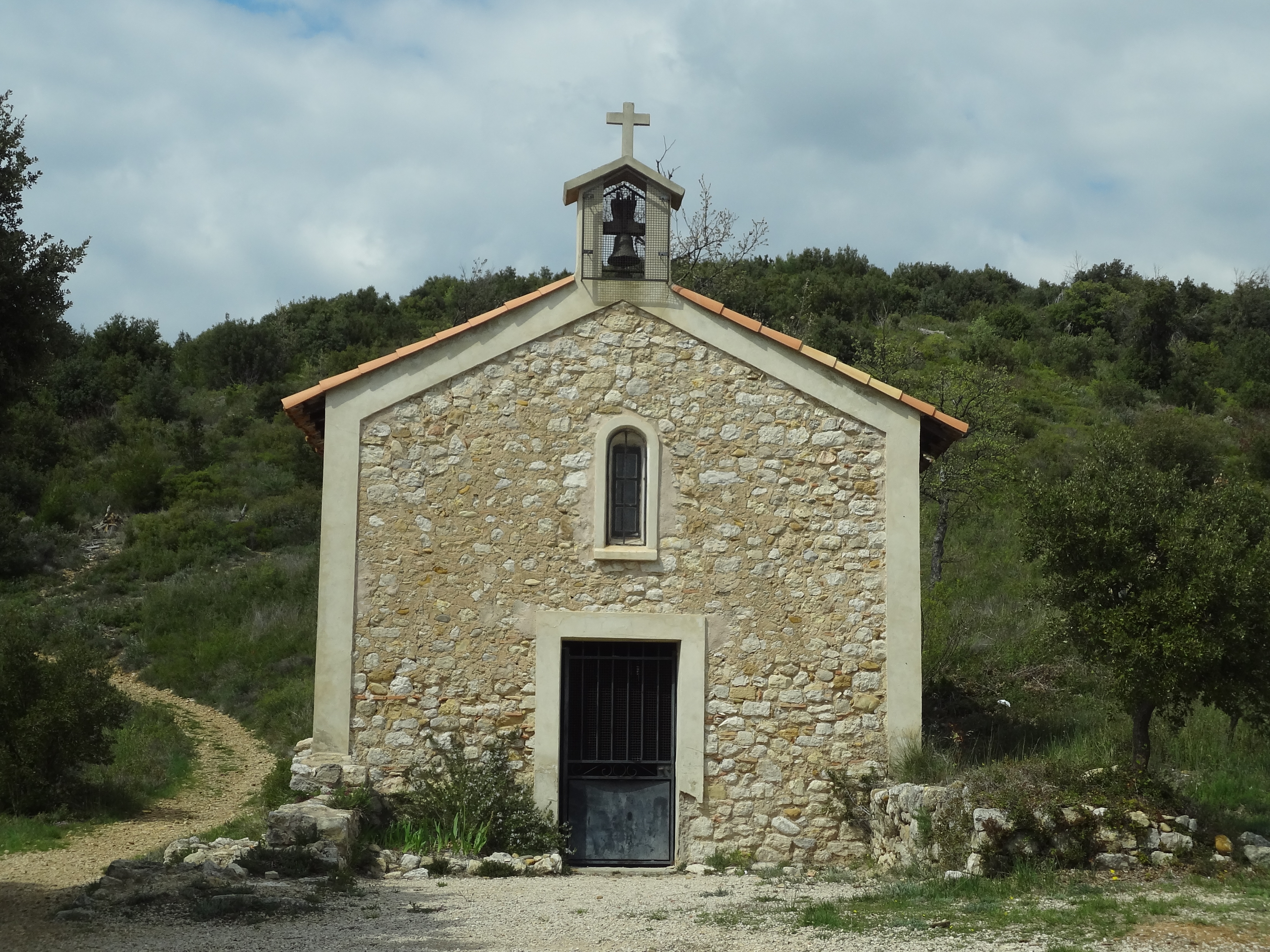
Kapelle Saint-Brice
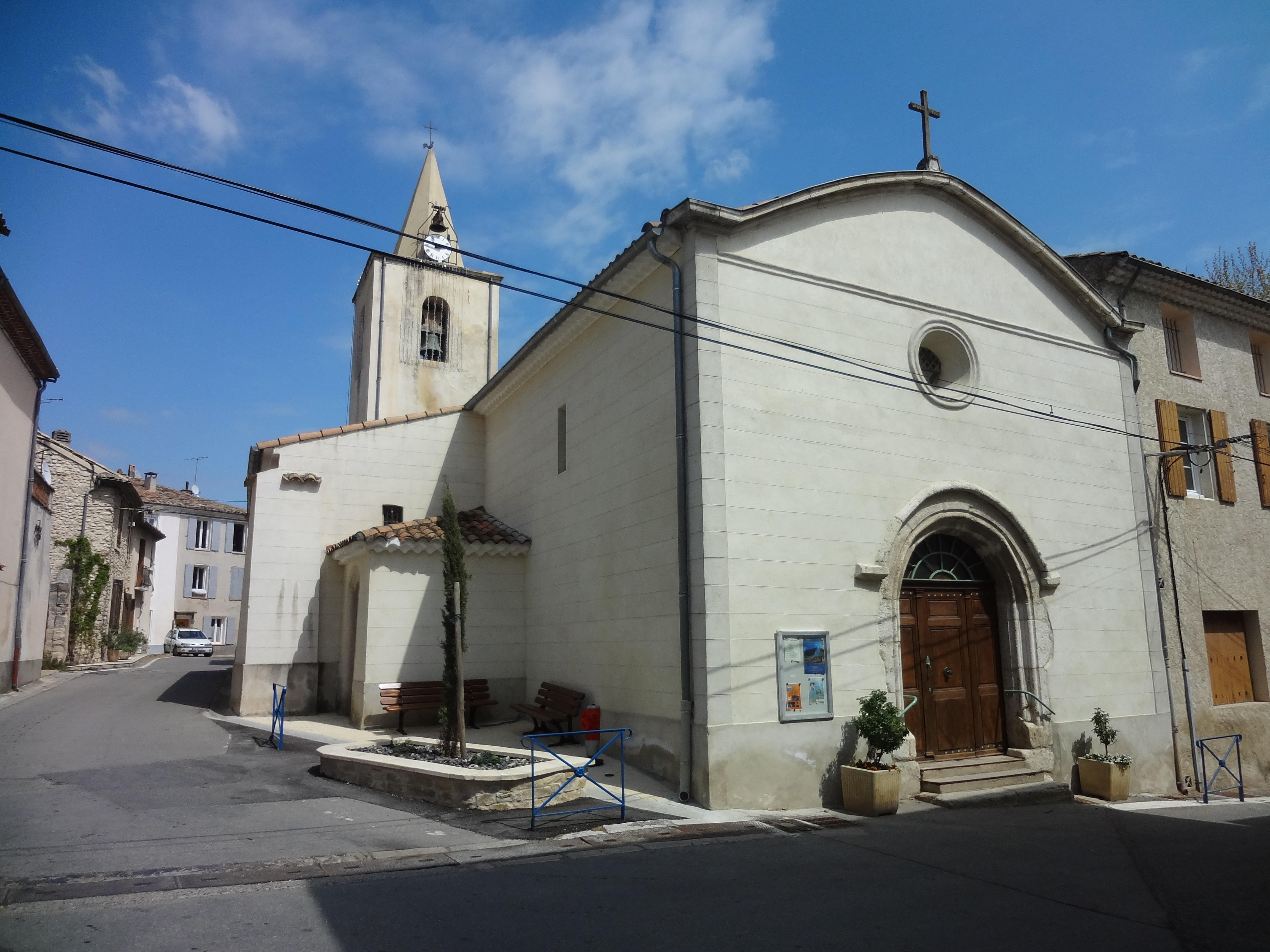
Kirche Saint-Sébastien